# داعل

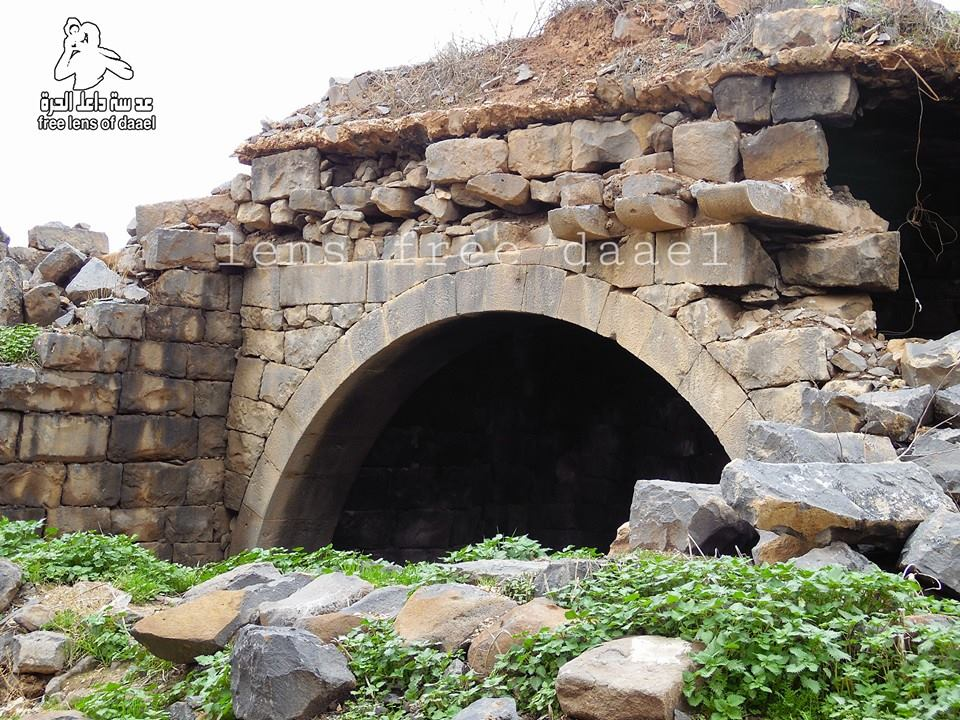

داعل هي مدينة سورية  تقع شمال محافظة درعا في سوريا على طريق دمشق–درعا المسمى الطريق القديم، والمدينة تاريخية فيها الكثير من الآثار الرومانية، توجد فيها سهول خضراء ومزارع بأنواعها إلى الجهة الغربية من المدينة وصولاً إلى بلدة نوى وشرقا إلى بلدة خربة غزالة، يعتمد عدد من سكانها على الزراعة بجانب الأعمال التجارية.
تعتبر مدينة داعل من المدن ذات الكثافة السكانية العالية حيث يبلغ عدد سكانها قرابة 55 ألف نسمة،[بحاجة لمصدر] وهي قرية آرامية قديمة كانت تسمى (دائيل) وهي كلمة تعني بيت الإله مما يعتبر دليلا على أنها كانت يوما ما مكانا آراميا مقدسا (معبد). تشتهر داعل مثل باقي قرى حوران بتنوع وكثافة زراعتها مع زيادة مطردة بزراعة الزيتون والعنب بداعل.

## الجغرافيا
تعتبر داعل من إحدى مدن محافظة درعا، وتقع على طريق دمشق–درعا القديم، جنوبها تقع عتمان وشمالها إبطع وشرقها خربة غزالة ومن الغرب طفس.
مدينة داعل مدينة معروفة بمدينة الشهداء تقع في الشمال من درعا بـ 14 كم، وهي مركز ناحية تتبع مركز منطقة درعا.
يعتمد 30% من سكانها على الزراعة؛ إذ تجد السهول الخضراء والمزارع بأنواعها إلى الجهة الغربية من المدينة وصولا إلى مدينة نوى، وشرقا إلى مدينة خربة غزالة. أفضل أوقات لزيارة المدينة هو فترة الربيع والصيف من شهر نيسان إلى شهر أيلول. بدأت المدينة منذ السنوات الأخيرة تنهض بالعمران والأبنية، فمن الصعب الآن أن تجد فيها بيوتا تمثل ماضي المدينة ولكن لا زال أهلها يحافظون على شكل البيت الحوراني.

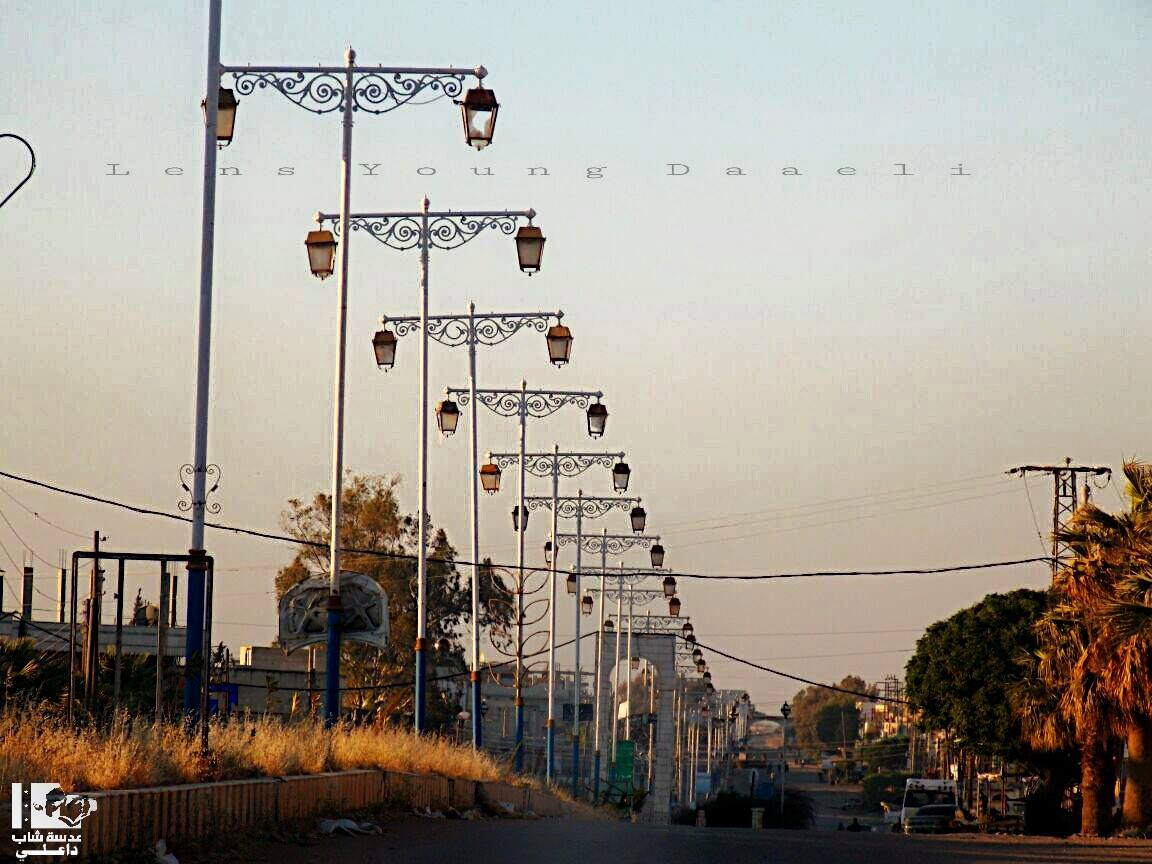

يصل إلى طرفها الغربي وادي الغار (أحد فروع وادي الهرير)، وكانت ذات مركز حضاري مميز، ويدل على ذلك وجود مباني أثرية ذات شكل روماني ويوناني لا تزال بحالة حسنة، تنتشر في الجامع القديم والمنطقة المحيطة به من الجنوب والشمال الغربي، وإلى الشرق من صالة البيع الرئيسية؛ حيث تقوم في تلك المناطق المباني الأثرية والتي تتمتع حجارتها بالضخامة والنظافة وتحمل بعض الرسوم والنقوش والكتابات الجميلة، إضافة إلى بقايا بناء كنيسة، بالإضافة إلى وجود بعض الآثار اليونانية والتي تعود لغزوات الإسكندر المقدوني، حيث كانت داعل أحد نقاط عبوره إلى مصر. وهذه الأبنية مهدمة في أجزاء منها والبعض الآخر قائم له مداخل لغرف تحوي من الداخل قناطر ارتكازية وأسقفا حجرية. كذلك يوجد بها العديد من الآبار. وهذه الأبنية بحاجة إلى توثيق ودراسة فنية للعمل على ترميمها وصيانتها.

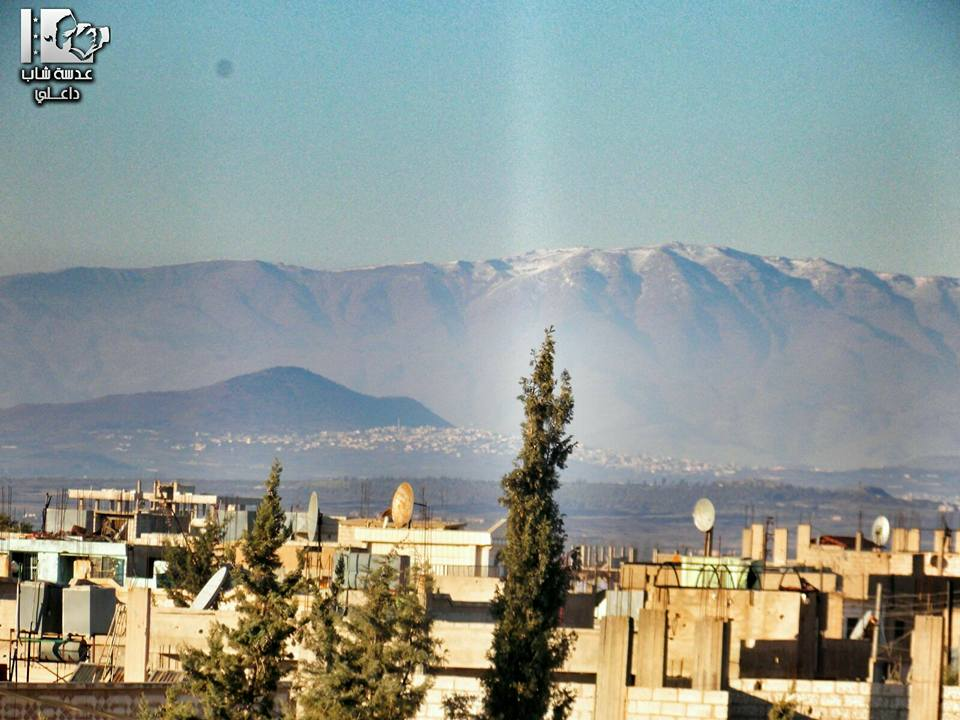

كما كانت داعل ولا تزال رمزا من رموز الصمود العربي، فلقد حدثت على أراضيها العديد من المعارك، وشهدت مواجهات لمقاومة المستبدين، وتعتبر معركة داعل التي دارت بين الثوار والفرنسيين في الثالث من تشرين الأول عام 1926 وسام حرب وطني وضع على صدر التاريخ العربي. حيث دخل الثوار من مختلف قرى حوران بقيادة الشيخ الخليلي إلى داعل في الساعات الأخيرة من الليل، وهاجموا القوات الفرنسية فيها، فدارت معركة ضارية بين الطرفين استمرت حتى غروب الشمس من اليوم التالي، تدخلت فيها الطائرات الفرنسية قاصفة المنازل بكل وحشية، وفي النهاية تمكن الثوار من قتل أعداد كبيرة من قوات العدو وطرد البقية من البلدة. وقد شارك جميع أهالي داعل في تلك المعركة بالعصي والحجارة وما توفر من أسلحة.
كما وقصفت ثانية من قبل الطيران الإسرائيلي عام1973 قبل حرب تشرين التحريرية على إثر وجود عناصر من الفدائيين الفلسطينيين وعلى رأسهم زعيم منظمة التحرير الفلسطينية آنذاك ياسر عرفات، وأكثر ما كان القصف مركزاً على مدرسة داعل القديمة، وكانت حصيلة العمل الإرهابي الجبان أكثر من سبعين شهيداً وشهيدة من الأطفال والرجال والنساء والمسنين.

## السكان
يقدر عدد سكان داعل حسب اخر إحصاء عام 2007 ب 33,000 نسمة كلهم مسلمون سنة.[بحاجة لمصدر] 

## الاسم
اختلف الباحثون في سبب التسمية فبعضهم ذهب إلى أن ً : داعل :تعني الهارب أو الراكل
تاريخياً والبعض قال أن الاسم (دائيل) وهي تسمية آرامية تعني بيت الإله
- دويعر بالنسبة لقائد روماني استقر فيها.
- داعل من داء العليل حيث توجد في منطقة منبسطة سهلية كثيرة الأشجار والخضار وكانت فيها ينابيع عديدة.

## الاقتصاد
يعتمد 60% من سكانها على الزراعة وحيث تجد السهول الخضراء والمزارع بأنواعها إلى الجهة الغربية من المدينة وصولا إلى مدينة نوى وشرقا إلى مدينة خربة غزالة. ولداعل جالية كبيرة في دول الخليج في قطر، الإمارات، السعودية والكويت. أما ويعتبر أبناء المدينة من المغتربين أحد أعمدة الاقتصاد فيها وذلك لما يوفرونه من سيولة لبلدهم ومدينتهم. ويوجد أيضا بعض المهاجرين من أبناء البلد في الولايات المتحدة الأمريكية وأوروبا.

## المرافق العامة
في داعل أكثر من 10 مدراس ابتدائية و 4 مدراس للمرحلة الاعدادية و 3 مدراس ثانوي ومدرسة صناعة وأخرى للفنون الجميلة. أما عن أهم المراكز الإدارية والرسمية في داعل فهي:
مجلس المدينة، ناحية داعل، محكمة التمييز، مخفر الشرطة، أمانة السجل المدني، المركز الثقافي، مركز هاتف داعل، مركز البريد، الوحدة الإرشادية، الجمعية الفلاحية، مؤسسة المياه، مؤسسة العمران، مؤسسة الكهرباء، المركز الصحي الأول، المركز الصحي الثاني، مستوصف الصحة المدرسية، الجمعية الاستهلاكية، مستودع الكتب المدرسية، وحدة سجاد داعل.

## اول مدينة محررة في الجنوب السوري من النظام السابق.
اول مدينة قصفت بالبراميل المتفجرة في سوريا